# Nosopsyllus bunni
Nosopsyllus bunni är en loppart som beskrevs av Hubbard 1956. Nosopsyllus bunni ingår i släktet Nosopsyllus och familjen fågelloppor. Inga underarter finns listade i Catalogue of Life.